# Гусеничный трактор
Гусеничный трактор — трактор на гусеничном шасси. Гусеничные тракторы широко применяются в сельском хозяйстве, на слабонесущих почвах и в промышленности из-за своей неприхотливости.
В настоящее время выпускаются:  
- АГРОМАШ 90ТГ (94 л.с.), АГРОМАШ 110ТГ (98 л.с.) и АГРОМАШ-Руслан (340 л.с.) выпускаются «Завод «АГРОМАШ» г. Чебоксары[1]
- FT-7 (412 л.с.) выпускается Тракторный завод «ДСТ-УРАЛ» г. Челябинск[2].
- ЧТЗ Т10М (178-230 л.с.) выпускается «Челябинский Тракторный Завод» г. Челябинск[3]
- Беларус 1502 (158 л.с.) и Беларус 2103 (212 л.с.) выпускаются ОАО «Мозырский машиностроительный завод»[4]
- ТСН-4 (180 или 230 л.с.) выпускается Алтайский тракторный завод «Гранд» г. Барнаул[5]

## История

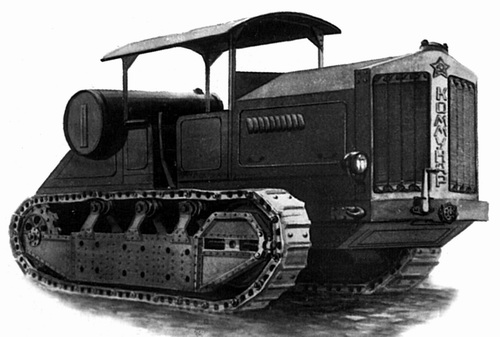
Первый советский трактор «Коммунар»

В 1837 году изобретатель Д. А. Загряжский создал «экипаж с подвижными колеями», то есть на гусеничном ходу. В 1889 году изобретатель-самоучка Ф. А. Блинов закончил постройку первого в мире гусеничного трактора.
В 1924 году в СССР на Харьковском паровозостроительном заводе начался выпуск первого советского трактора. Он был гусеничный.

## Особенности конструкции
Гусеничные тракторы имеют бо́льшую силу тяги, чем колёсные. Основной недостаток большинства гусеничных тракторов XX века, производящихся на постсоветском пространстве и по сей день, состоит в том, что они разрушают дорожное покрытие грунтозацепами на звеньях стальных гусениц, поэтому с 1980-х гг. распространение получили тракторы с резинотросовыми гусеницами, которые такие же быстроходные, как и колёсные, и так же легко перемещаются по асфальтовым дорогам без причинения им ущерба. Небольшие скорости движения гусеничных тракторов (5—40 км/ч) компенсируются уменьшенным давлением на грунт по причине большой площади контакта с грунтом при той же массе, что и у колёсного трактора.

## Галерея

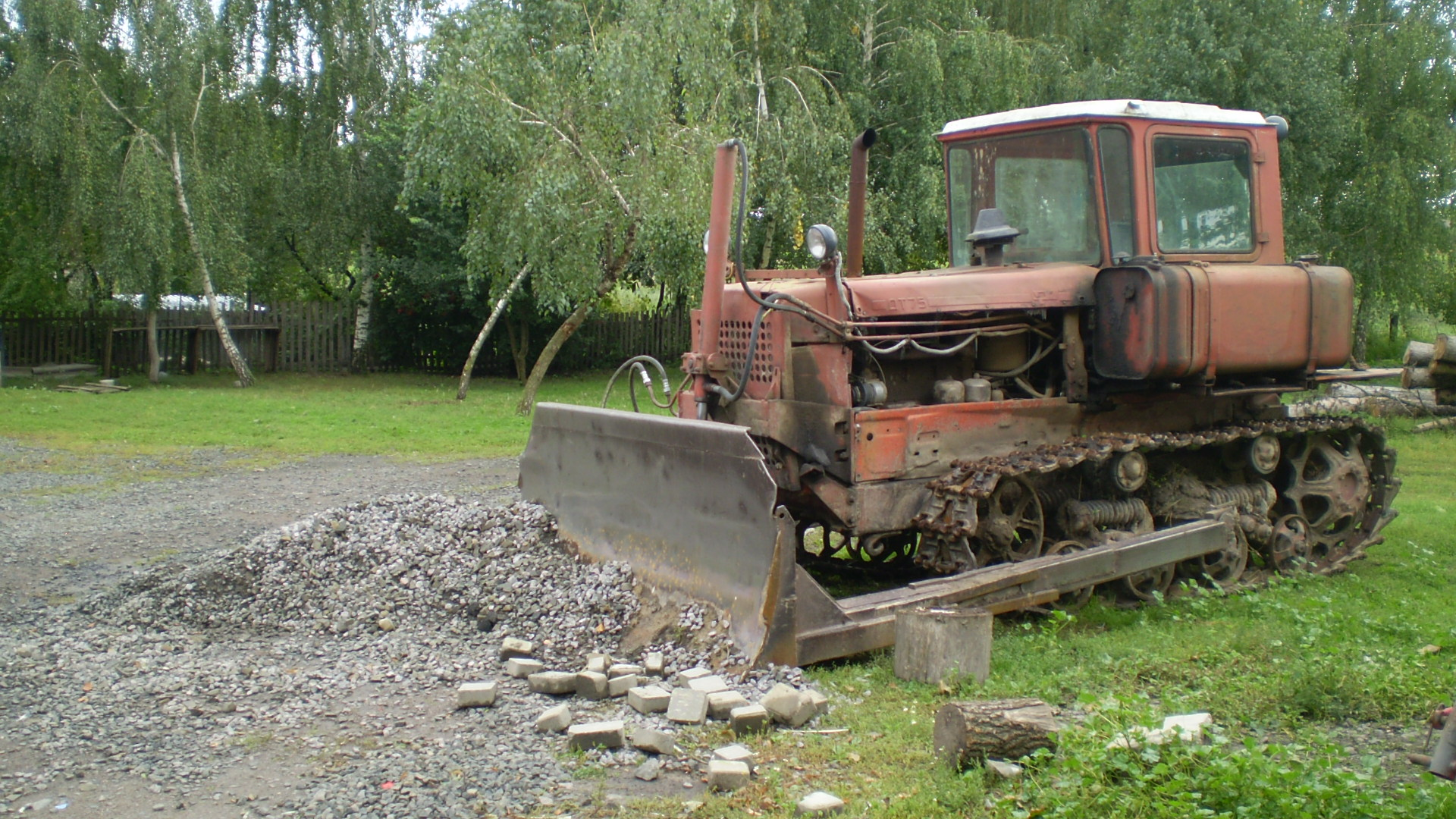
Типичный гусеничный трактор второй половины XX века — ДТ-75
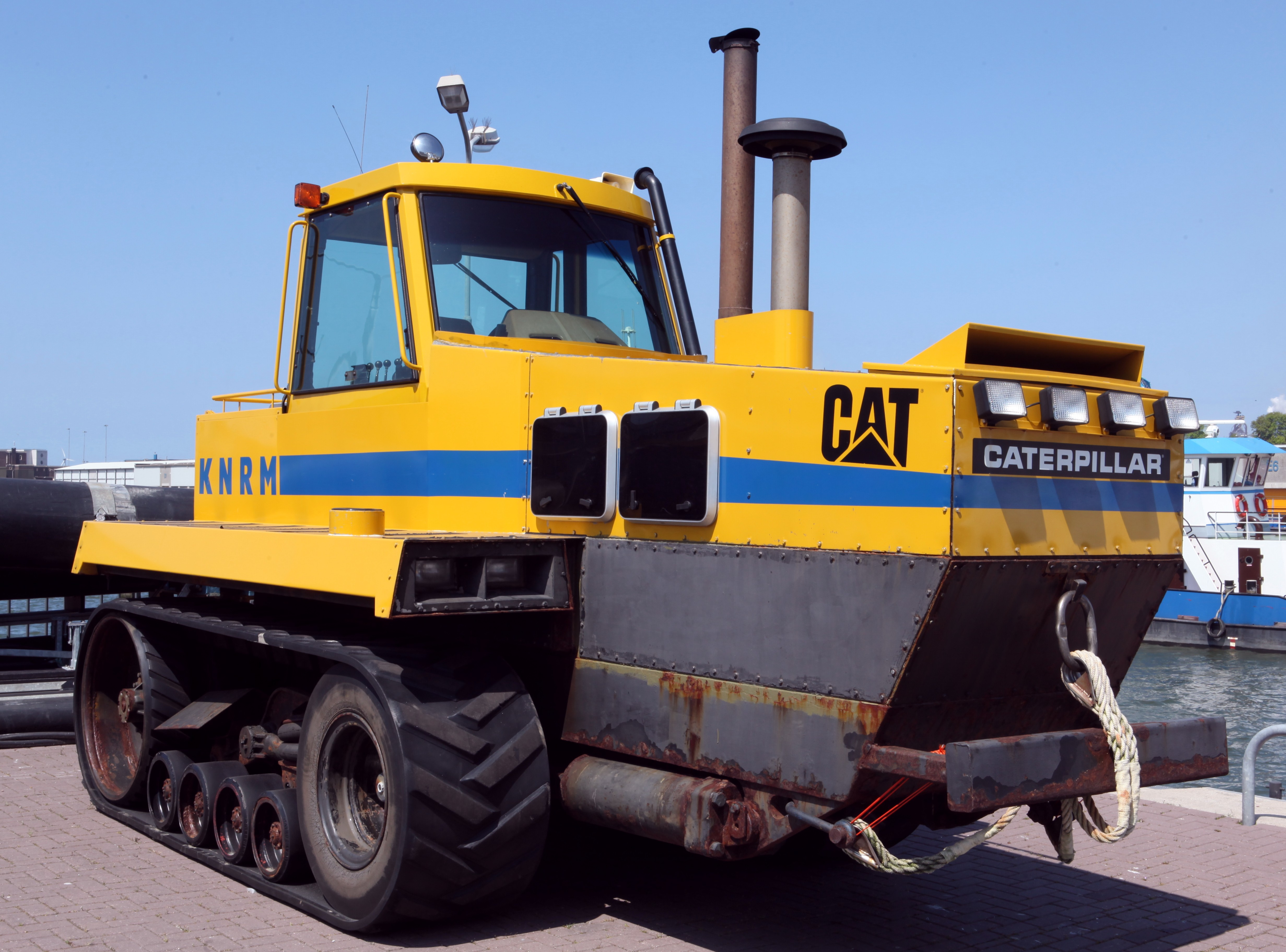
Один из первых популярных тракторов с резинотканевыми гусеницами
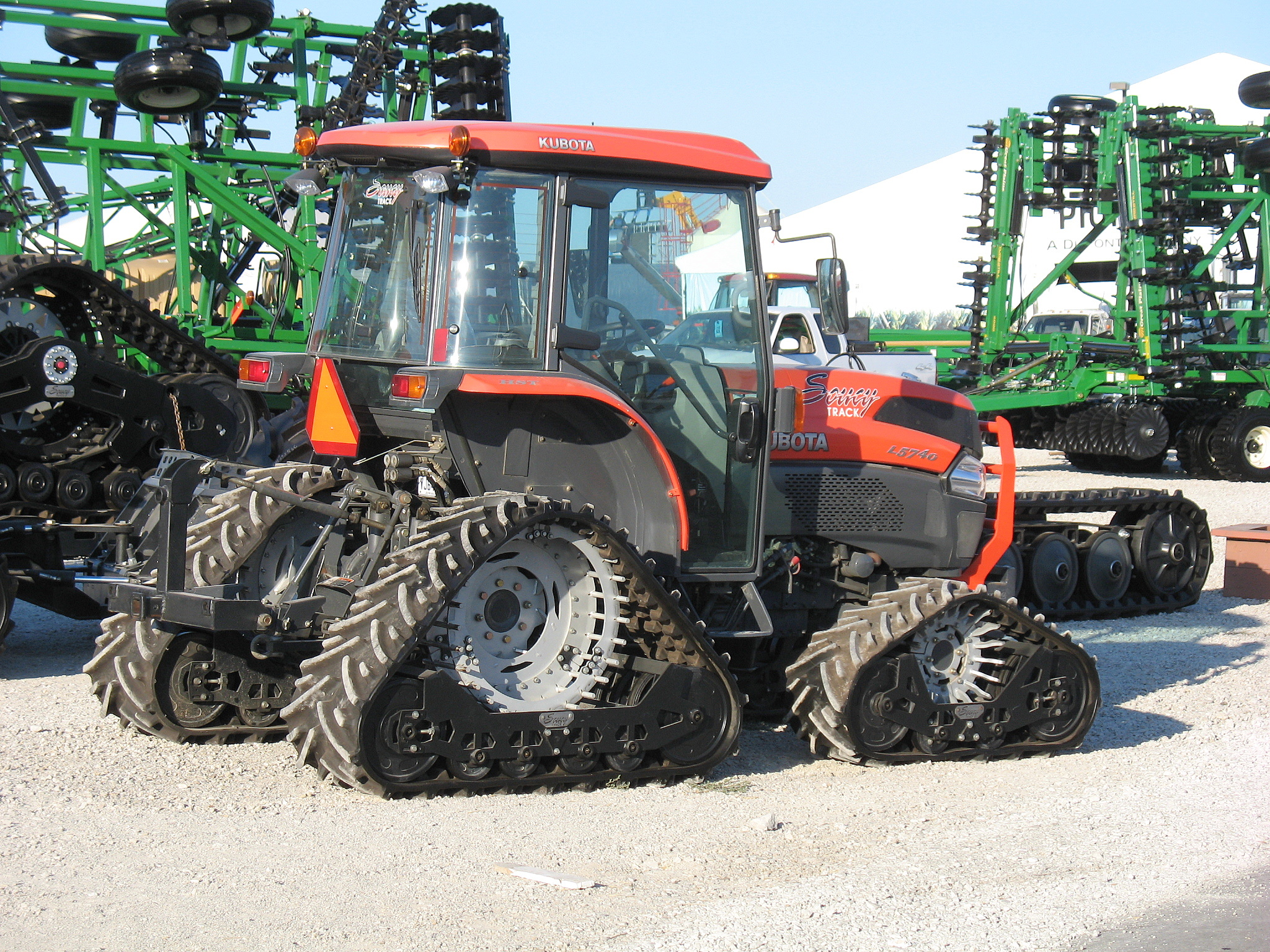
Современные гусеничные тракторы зачастую максимально унифицированы с колёсными